# Randy Breuer
Randall W. "Randy" Breuer (Lake City, Minnesota; 11 de octubre de 1960) es un exjugador de baloncesto estadounidense que disputó 11 temporadas en la NBA. Con 2,21 metros de altura, jugaba como pívot. 

## Trayectoria
Procedente de la Universidad de Minnesota, jugó en los Milwaukee Bucks, Minnesota Timberwolves, Atlanta Hawks y Sacramento Kings. 
Su mejor temporada fue la 1987-88, jugando en los Bucks y promediando 12 puntos por partido en 81 partidos. 
A lo largo de su carrera disputó 681 partidos, anotando 4.599 puntos.

## Estadísticas de su carrera en la NBA

### Temporada regular
| Año     | Equipo     | PJ  | PT  | MPP  | %TC  | %3P  | %TL  | RPP | APP | ROB | TPP | PPP  |
| ------- | ---------- | --- | --- | ---- | ---- | ---- | ---- | --- | --- | --- | --- | ---- |
| 1983–84 | Milwaukee  | 57  | 8   | 8.3  | .384 | .000 | .696 | 1.9 | 0.3 | 0.2 | 0.7 | 2.9  |
| 1984–85 | Milwaukee  | 78  | 0   | 13.9 | .511 | .000 | .701 | 3.3 | 0.5 | 0.3 | 1.1 | 5.3  |
| 1985–86 | Milwaukee  | 82  | 63  | 21.9 | .477 | .000 | .712 | 5.6 | 1.4 | 0.6 | 1.4 | 8.4  |
| 1986–87 | Milwaukee  | 76  | 10  | 19.3 | .485 | .000 | .584 | 4.6 | 0.6 | 0.7 | 0.8 | 7.9  |
| 1987–88 | Milwaukee  | 81  | 73  | 27.9 | .495 | .000 | .657 | 6.8 | 1.3 | 0.6 | 1.3 | 12.0 |
| 1988–89 | Milwaukee  | 48  | 4   | 10.7 | .480 | .000 | .549 | 2.8 | 0.5 | 0.2 | 0.8 | 4.2  |
| 1989–90 | Milwaukee  | 30  | 8   | 18.5 | .462 | .000 | .627 | 4.2 | 0.4 | 0.3 | 1.1 | 6.8  |
| 1989–90 | Minnesota  | 51  | 47  | 26.0 | .416 | .000 | .662 | 5.7 | 1.6 | 0.6 | 1.5 | 10.2 |
| 1990–91 | Minnesota  | 73  | 44  | 20.6 | .453 | .000 | .443 | 4.7 | 1.0 | 0.5 | 1.1 | 5.9  |
| 1991–92 | Minnesota  | 67  | 25  | 17.6 | .468 | .000 | .532 | 4.2 | 1.3 | 0.4 | 1.5 | 5.4  |
| 1992–93 | Atlanta    | 12  | 0   | 8.9  | .484 | .000 | .400 | 2.3 | 0.5 | 0.2 | 0.3 | 2.7  |
| 1993–94 | Sacramento | 26  | 3   | 9.5  | .308 | .000 | .214 | 2.2 | 0.3 | 0.2 | 0.7 | 0.7  |
| Total   | Total      | 681 | 285 | 18.4 | .467 | .000 | .628 | 4.4 | 0.9 | 0.4 | 1.1 | 6.8  |

### Playoffs
| Año     | Equipo    | PJ | PT | MPP  | %TC  | %3P  | %TL  | RPP | APP | ROB | TPP | PPP |
| ------- | --------- | -- | -- | ---- | ---- | ---- | ---- | --- | --- | --- | --- | --- |
| 1983–84 | Milwaukee | 12 | -  | 5.5  | .423 | .000 | .600 | 1.4 | 0.3 | 0.0 | 0.5 | 2.1 |
| 1984–85 | Milwaukee | 8  | 0  | 13.0 | .577 | .000 | .667 | 3.0 | 0.0 | 0.3 | 0.3 | 5.5 |
| 1985–86 | Milwaukee | 14 | 14 | 22.7 | .535 | .000 | .684 | 4.3 | 0.8 | 0.8 | 1.3 | 8.4 |
| 1986–87 | Milwaukee | 12 | 2  | 13.0 | .485 | .000 | .667 | 2.6 | 0.3 | 0.6 | 0.8 | 3.3 |
| 1987–88 | Milwaukee | 4  | 0  | 11.8 | .563 | .000 | .167 | 3.0 | 0.3 | 0.3 | 0.5 | 4.8 |
| 1988–89 | Milwaukee | 9  | 1  | 18.0 | .531 | .000 | .385 | 4.4 | 0.6 | 0.2 | 0.7 | 4.3 |
| 1992–93 | Atlanta   | 1  | 0  | 17.0 | .250 | .000 | .000 | 2.0 | 1.0 | 0.0 | 1.0 | 2.0 |
| Total   | Total     | 60 | 17 | 14.5 | .516 | .000 | .600 | 3.1 | 0.4 | 0.4 | 0.7 | 4.8 |